# Potok (district de Rimavská Sobota)
Potok (hongrois : Dobrapatak) est un village de Slovaquie situé dans la région de Banská Bystrica.

## Histoire
La première mention écrite du village date de 1323.

## Démographie

### Évolution de la population
| Année:               | 1994. | 2004.    | 2014.    | 2024.    |
| -------------------- | ----- | -------- | -------- | -------- |
| Nombre de personnes: | 58    | 36       | 41       | 21       |
| Différence:          |       | -37,93 % | +13,88 % | -48,78 % |

| Année:               | 2023. | 2024.    |
| -------------------- | ----- | -------- |
| Nombre de personnes: | 19    | 21       |
| Différence:          |       | +10,52 % |